# UUM-125 Sea Lance

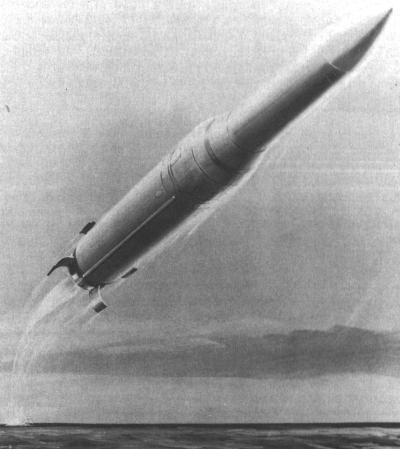
Conceito artístico

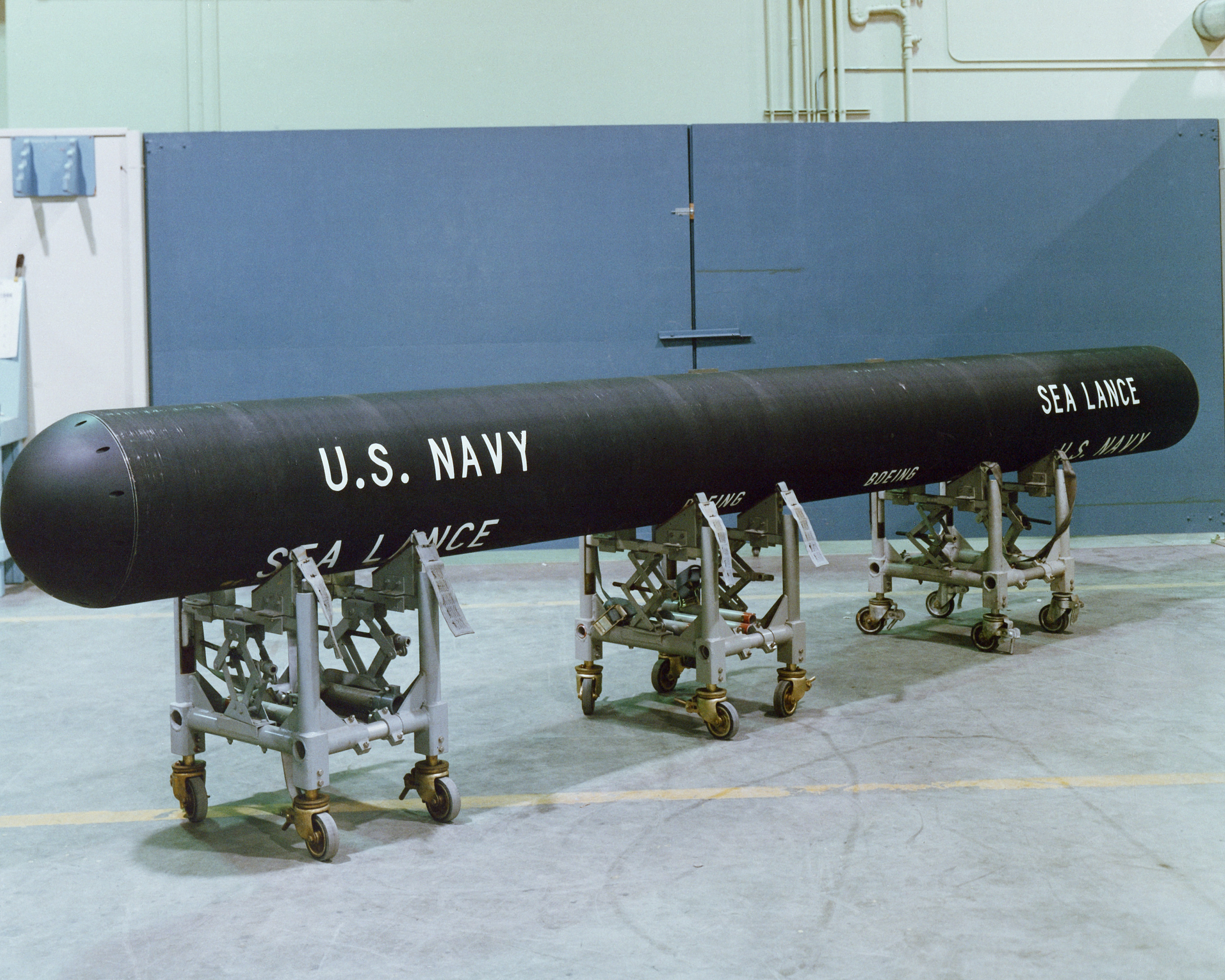
Cápsula do Sea Lance

O UUM-125 Sea Lance, inicialmente conhecido como Common ASW Standoff Weapon, teve seu desenvolvimento autorizado em 1980 como sucessor tanto do UUM-44 SUBROC como do RUR-5 ASROC, no papel de míssil anti-submarino. O Sea Lance estaria disponível em duas versões, conhecidas como UUM-125A and RUM-125A. A primeira seria lançada de submarinos e última a partir de navios de superfície, ambas as versões usariam ogivas W89 com poder de 200 quilotons como cargas de profundida contra submarinos.
Em 1982 a Boeing recebeu o contrato para o desenvolvimento do míssil, o uso de duas versões logo se mostrou ambicioso demais e o desenvolvimento do RUM-125A foi cancelado. O RUM-139, um modelo de lançamento vertical do ASROC foi desenvolvido para preencher o vazio nesse papel. No meio da década de 1980, um variante convencional do míssil foi proposto, carregando o torpedo Mark 50. Essa versão foi chamada de UUM-125B.
Todo o programa foi cancelado na década de 1990 com o colapso da União Soviética e o fim da Guerra Fria. Atualmente os navios de superfície da Marinha dos Estados Unidos usam versões modernas do ASROC, enquanto os submarinos não possuem nenhuma arma semelhante.